# ストレーザ-アルピーノ-モッタローネ・ロープウェイ
ストレーザ-アルピーノ-モッタローネ・ロープウェイ（イタリア語: Funivia Stresa-Alpino-Mottarone）は、かつてイタリア・ピエモンテ州ヴェルバーノ・クジオ・オッソラ県で運行していた架空索道である。マッジョーレ湖に面したストレーザの町と、標高1492メートルのモッタローネ山頂とを20分を結んでいた。
2021年5月23日午後0時30分（日本時間午後7時30分）頃、山頂から約100メートルの地点で、15人の乗車する車両が落下する事故が発生、14人が死亡、1人が重傷を負った。ケーブル破断によるものとみられている。この事故が決定打となり、ロープウェイは廃止された。